# Glacera de Gondogoro
La Glacera de Gondogoro o de Gondoghoro (Urdu: گوندوگرو گلیشیر) és una glacera que dona a la vall d'Huixe a Gilgit-Baltistan, al Caixmir pakistanès. El coll de Gondogoro (Gondogoro La), al final de la glacera, és un accés alternatiu, baixant per la glacera Vigne, per a arribar a Concòrdia, punt de confluència de la Glacera de Baltoro i la Glacera de Godwin-Austen.
La glacera té una longitud de 20 km. Està orientada inicialment en direcció sud-oest, girant després cap al sud a través de les muntanyes orientals del Masherbrum. La glacera està rodejada per muntanyes conegudes com el Pic Laila, el Gondogoro Ri i Yermanendu Kangri, i alimenta el riu Huixe, un afluent dret del Xyok.

## Referències

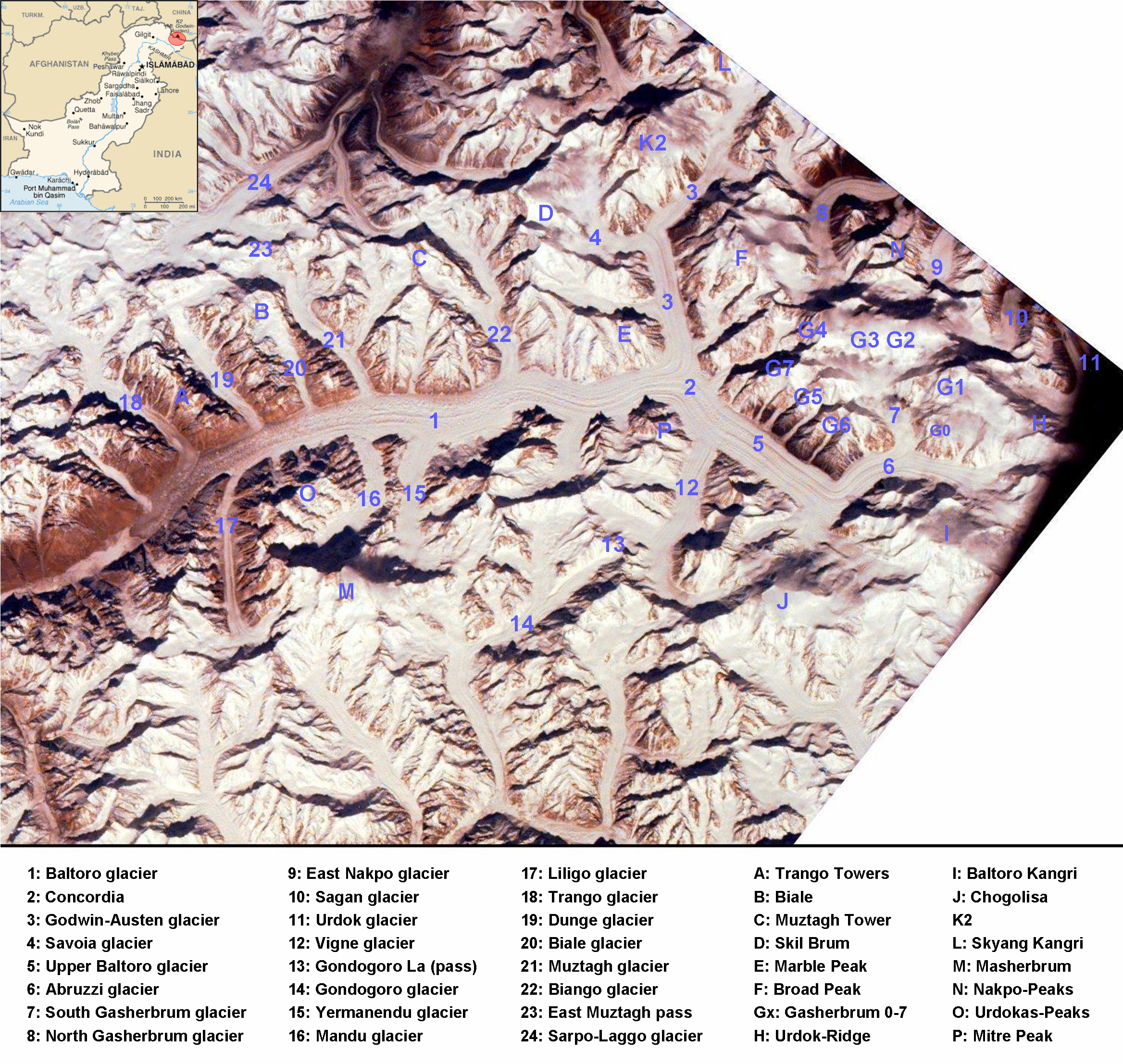
Vista de satèl·lit de la regió del Baltoro (la glacera de Gondogoro és marcada amb el número 14).